# Bentley Imperial
Bentley Imperial – samochód osobowy klasy luksusowej wyprodukowany pod brytyjską marką Bentley w 1995 roku.

## Historia i opis modelu
Bentley Imperial powstał jako kolejny z serii specjalnych projektów brytyjskiej firmy, które zbudowano na wyłączne zlecenie sułtana Brunei Hassanala Bolkiah. Monarcha intensywnie rozbudowywał wówczas swoją prywatną kilkutysięczną kolekcję samochodów, w której w latach 90. znalazło się wiele unikatowych konstrukcji Bentleya.
Model Imperial przyjął postać dużego, luksusowego modelu czteromiejscowego wyposażonego w twardy, składany dach, będąc przez to coupé-kabrioletem. Nadwozie zyskało smukłą sylwetkę zdominowaną przez dużą, chromowaną atrapę chłodnicy, a także wąskie, podłużne reflektory i podobnie ukształtowane lampy tylne. Samochód wzbogaciły także liczne chromowane detale, które kontrastowały z czerwonym malowaniem. W takiej samej barwie utrzymana została także czteromiejscowa, pokryta skórą kabina pasażerska.
Podobnie jak wyprodukowany w tym samym roku model Monte Carlo, Bentley Imperial został zaprojektowany przez brytyjskie studio projektowe Design Research Association z Warwick, pozostając utrzymanym w estetyce retro. Tak jak on, za bazę techniczną posłużył też regularny model Continental R, z którym współdzielono także 6,75 litrową jednostkę typu V8 współpracującą z automatyczną skrzynią biegów.

### Sprzedaż
Bentley Imperial powstał na wyłączne zamówienie sułtana Brunei, powstając w 1995 roku w limitowanej serii 6 sztuk. Produkcją samochodu, razem z pokrewnym Monte Carlo, zajmowała się na zlecenie Bentleya brytyjska firma Motor Panels z Coventry. Samochód udokumentowano tylko raz na zdjęciach wykonanych w magazynie przyprodukcyjnym.

### Silnik
- V8 6,75 l